# Alessandro Scalzi
Alessandro Scalzi detto il Paduano (Firenze, XVI secolo – Monaco di Baviera, 1596) è stato un pittore italiano del periodo manierista.

## Vita e opere
Alessandro Scalzi fu un pittore italiano di cui sappiamo pochissimo, di lui abbiamo poche opere e tutte si trovano in Baviera.
Nonostante l'appellativo di Paduano, che fa pensare che fosse nato a Padova, sappiamo di sicuro che fu oriundo di Firenze.
Sappiamo, ad esempio che era parente dell'olandese Federico Sustris, forse suo cognato, con il quale collaborò in varie opere oggi presenti nelle città bavaresi di Augusta, Monaco di Baviera, Kirchheim e soprattutto nel castello della città di Landshut, il Burg Trausnitz dove lasciò la sua testimonianza più importante: la cosiddetta Narrentreppe ovvero la Scala dei buffoni.
Il nome di questa scala proviene dai suoi affreschi che rappresentano una commedia dell'arte con i personaggi dipinti ad altezza d'uomo che seguono le volute della scala e il suo soffitto con il quale collaborò con Sustris e le grottesche con le maschere di Pantalone e Zanni sono di Antonio Ponzano.
Questi affreschi sono datati 1578, probabilmente riproducono una vera commedia dell'arte rappresentata da una compagnia di dilettanti italiani chiamati per allietare le nozze di Guglielmo V di Baviera e Renata di Lorena.
Di lui conosciamo altre opere come le due pale d'altare della chiesa parrocchiale di Landsberg am Lech, con rappresentati San Pietro e san Paolo. Nella chiesa di San Michael a Monaco, dipinse insieme a Christoph Schwartz il Martirio di Sant'Andrea e il Martirio di Sant'Orsola. Collaborò anche con il più importante pittore bavarese del secolo XVI Peter Candid con il quale dipinse una Maddalena penitente distrutta durante il secondo conflitto mondiale nel 1945.
Durante un incendio nel 1961, gli affreschi di Landshut furono oscurati, ma oggi sono stati perfettamente restaurati.
Dello Scalzi non conosciamo l'esatta data della morte si crede morto a Monaco nel 1596.